# Соман Чайнані
Соман Чайнані (англ. Soman Chainani) — американський письменник і режисер, найбільш відомий автором серії дитячих книг «Школа добра і зла».
Перший роман Сомана, "Школа добра і зла ", дебютував у списку бестселерів New York Times, розійшовся тиражем понад 3 мільйони примірників, був перекладений на 30 мов на 6 континентах і був екранізований Netflix, режисер фільму Пол Фіґ.
Інші його п'ять книжок із серії «Школа добра і зла» — "Світ без принців ", «Останній з тих, хто живе», «Пошуки слави», «Кристал часу» та "Один справжній король " — також дебютували в списку бестселерів New York Times. На сьогоднішній день ці шість книжок серії були надруковані та розширені Список бестселерів New York Times більше 35 тижнів.
«Чудовисько та Красуня» вийшов 21 вересня 2021 року, отримавши широке визнання, а Kirkus Reviews назвав колекцію «майстерно створеною… що викликає диво, жах і магію фантастичних сфер». «Чудовисько та Красуня» миттєво стала бестселером New York Times, сьомим поспіль бестселером New York Times.
Його остання книга «Повстання школи добра і зла» вийшла 31 травня 2022 року, отримавши високе визнання та потрапивши до списку бестселерів New York Times. Publishers Weekly описав це як «епізодичну, пригодницьку фантастичну пропозицію».

## Молодість і особисте життя
Чайнані виріс у Кі-Біскейні, штат Флорида, де його родина була однією з небагатьох індійського походження. Він навчався в Гарвардському університеті, де отримав ступінь з англійської та американської літератури в 2001 році. Станом на 2003 рік проживав у Нью-Йорку. На останьому курсі коледжу зізнався, що є геєм. Після закінчення школи він вступив до Колумбійського університету, де брав участь у їхній кінопрограмі MFA.

## Бібліографія

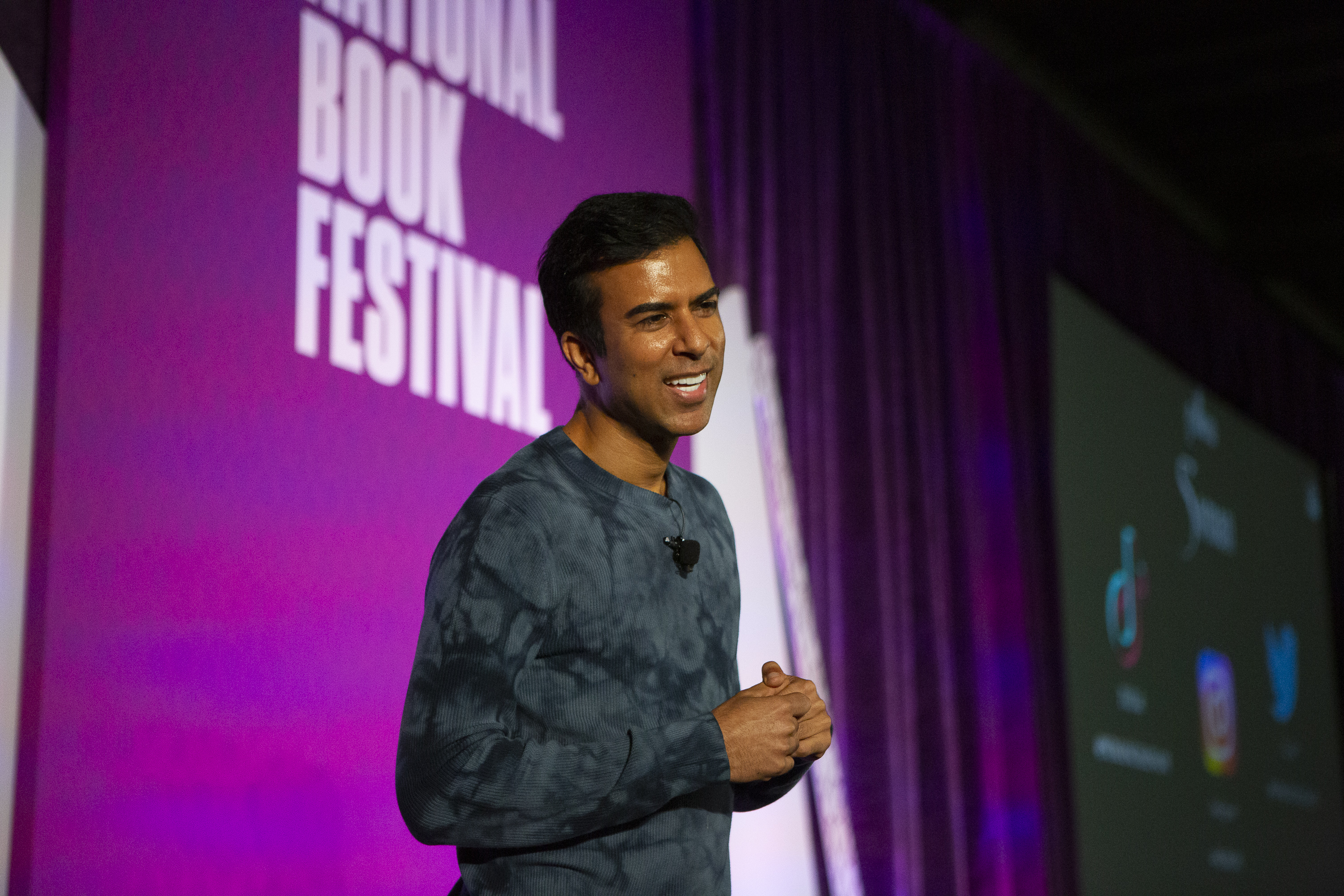
Чайнані на Національному книжковому фестивалі у 2022 році

### Школа добра і зла
Шкільні роки
- Школа добра і зла (2013)[15]
- Світ без принців (2014)[16]
- Останнє довго і щасливо (2015)[17]
  - The Ever Never Handbook (доповнення) (2016)[18]

Роки Камелота
- У пошуках слави (2017)[19]
- Кристал часу (2019 )[20]
- Єдиний істинний король (2020)

Приквел
- Розквіт школи добра і зла (2022)[21]

### Розповіді
- «Уроки польотів» у « Уроки польотів та інші оповідання» за редакцією Еллен О (2017)
- «Гвен, Арт і Ленс» у книзі " Тому що ти любиш ненавидіти мене: 13 розповідей про лиходійство " за редакцією Амері (2017)

### Інші твори
- Чудовисько та красуня: Небезпечні історії (2021)[22]

## Переклади українською
- Зоман Чейнані. Школа добра і зла / пер. з анг. Т. Марунич. — Х. : Ранок, 2018. — 608 с. — ISBN 978-617-093-290-7.
- Зоман Чейнані. Світ без принців / пер. з анг. Т. Марунич. — Х. : Ранок, 2018. — 528 с. — ISBN 978-617-093-291-4.
- Зоман Чейнані. Останнє довго та щасливо / пер. з анг. Т. Марунич. — Х. : Ранок, 2018. — 672 с. — ISBN 978-617-093-292-1.
- Зоман Чейнані. У пошуках слави / пер. з анг. Т. Марунич. — Х. : Ранок, 2020. — 624 с. — ISBN 978-617-096-001-6.
- Зоман Чейнані. Кристал часу / пер. з анг. Т. Марунич. — Х. : Ранок, 2020. — 688 с. — ISBN 978-617-096-305-5.
- Зоман Чейнані. Єдиний істинний король / пер. з анг. Т. Марунич. — Х. : Ранок, 2021. — 656 с. — ISBN 978-617-09-7254-5.